# Carlo Grossi
Carlo Grossi (Vicenza, 1634 circa – Venezia, 14 maggio 1688) è stato un compositore italiano.

## Biografia
Nacque probabilmente a Vicenza attorno al 1634. Fu un compositore italiano attivo in varie città italiane e straniere (da ricordare Innsbruck, Vienna e probabilmente anche Dresda) come maestro di cappella. Scrisse molte musiche anche di notevole varietà, oltre che quantità, che toccano tutti i generi. Sua particolare predilezione la musica vocale sacra (un certo successo lo ebbero i 4 libri di Concerti ecclesiastici), ma anche profana (portata alla comicità e alla satira) senza tralasciare il teatro.
Nel 1659 l'opera Romilda ebbe la prima assoluta a Vicenza e nel 1669 Artaxerses, ovvero L'Ormonda costante con il libretto di Aurelio Aureli al Teatro Santi Giovanni e Paolo di Venezia.

## Lavori
- Concerti ecclesiastici Op. 1 (1657)
- Sonate Op. 3
- Moderne Melodie: a voce sola: con due, trè, quattro, e cinque stromenti, e partitura per l'organo Op. 8 (Bologna, Giacomo Monti, 1676)
- Currite pastores con 5 stromenti
- Cantata ebraica in dialogo (Modena, 1681)
- Il divertimento di Grandi, musiche da camera ò per sevicio di tavola… Op. 9 (Antwerpen, 1681)